# Данилевич Микола Казимирович
Микола Казимирович Данилевич (12 квітня 1885, м. Ковно (нині Каунас, Литва) — † після 1931) — підполковник Армії УНР. Батько українського драматурга Всеволода Данилевича.

## Життєпис
Народився 12 квітня 1885 у м. Ковно.

## На службі РІА
Закінчив Оренбурзький Неплюєвський кадетський корпус, Михайлівське артилерійське училище (1906), в чині підпоручика відправлений до 32-ї артилерійської бригади (Рівне). У 1907 році перевівся до 5-ї артилерійської бригади (Житомир). У 191 році склав іспит на вступ до Імператорської Миколаївської військової академії. Від 18 липня 1914 року — обер-офіцер 58-ї артилерійської бригади. З 17 квітня 1915 року — капітан. 7 серпня 1915 році у складі бригади Новогеоргіївської фортеці потрапив до німецького полону.

## На службі УНР
У листопаді 1918 році повернувся з полону в Україну. З січня 1919 року — старшина для доручень управління начальника артилерії 1-го Волинського корпусу Дієвої армії УНР. З 7 лютого 1919 року — старшина для зв'язку закордонного відділу Головного управління Генерального штабу Дієвої армії УНР.
З 2 жовтня 1919 року — старшина для доручень 8-ї Запорізької гарматної бригади Дієвої армії УНР. З 18 березня 1920 року — помічник начальника закордонного відділу Генерального штабу УНР.
У 1921 році працював на будівництві Індоєвропейського телеграфу. У березні 1923 року повернувся в Україну. З 1923 року працював рахівником у с. Кодри, Макарівського району.
Заарештований 20 лютого 1931 року за обвинуваченням у роботі на користь розвідки УНР, ні в чому не зізнався. 7 липня 1931 року був засуджений до 5 років заслання на Півночі.
Подальша доля невідома.